# Jiří Fischer
Jiří Fischer, född 31 juli, 1980 i Hořovice, Tjeckoslovakien, är en före detta professionell hockeyspelare i NHL, som inte har spelat sedan 2005 på grund av hjärtproblem. Fischer är för tillfället direktör för spelarbebyggelsen i Detroit Red Wings.
Fischer blev draftad i 1998 NHL Entry Draft första runda, 25:a totalt, av Detroit Red Wings, och han var med i laget när det vann Stanley Cup säsongen 2001/2002.

## Hjärtproblem
Under en match den 21 november, 2005 mot Nashville Predators kollapsade Fischer på avbytarbänken. Han hade fått hjärtstillestånd, och han räddades med hjärt- och lungräddning och defibrillator efter att han hade varit medvetslös i sex minuter. Han togs till Detroit Receiving Hospital.
Matchen sköts upp på grund av hans hjärtproblem, och spelades istället den 23 januari 2006. Det var första gången som en NHL-match skjutits upp på grund av en skada. Matchen spelades i 60 minuter, och Nashville Predators tilläts behålla sin 1-0-ledning från originalmatchen. Nashville vann med 3-2.
På onsdagen den 23 november kom Fischer ut ifrån sjukhuset. Fischers hjärta hade fått genomgå antingen ventrikulär takykardi, en typ av snabba hjärtslag, eller ventrikelflimmer. Båda två kan leda till döden om man inte får behandling omedelbart. Läkare beordrade Fischer att undvika all fysisk aktivitet från fyra till sex veckor, och ingen prognos fastställdes huruvida den 25-årige hockeyspelaren kunde fortsätta sin hockeykarriär. År 2007 var hans framtid på isen fortfarande höjd i dunkel, fastän han har kommit i bra form igen. Detroit Red Wings har låtit Fischer behålla sitt skåp i deras hemmaarena Joe Louis Arena, och hans namnbricka sitter fortfarande kvar över hans bås. Fischer började efter händelsen att istället arbeta som direktör för spelarbebyggelsen i Detroit Red Wings.

## Kommersiellt arbete
År 2003 förekom Fischer med kamraten och NHL-backen Chris Pronger i ett TV-program om Dodge Ram-bilar. Varken Pronger eller Fischer spelade slutspelet det året på grund av problem med korsbanden.